# 大聖王朝大樓
23°00′05″N 120°11′46″E / 23.00139°N 120.19611°E
大聖王朝大樓，是臺灣臺南市中西區的一幢商辦大樓，落成時為臺南市第二高樓。大聖王朝大樓由大大集團大聖建設公司投資興建，位於成功路與金華路口。該建築物為地上17層，地下4層，高度59.65公尺，於1991年落成啟用。大樓的正面使用玻璃帷幕，街角屋頂設置一裝飾用途的圓形拱窗，整體外觀平板，屬國際主義樣式風格。除大聖建設自用部份空間作為企業總部，大部分樓層出租作為辦公、營業場所。中華民國對外貿易發展協會台南分處即位於此。臨路店面為中國信託商業銀行西台南分行、板信銀行成功分行。中國國民黨臺南市黨部曾經由原實踐堂遷移至此，約2004年間在中正路與忠義路口興建新的市黨部。